# تشارلز كلارك (سياسي كندي)
تشارلز كلارك هو سياسي كندي، ولد في 28 نوفمبر 1826 في لنكولن في المملكة المتحدة، وتوفي في 6 أبريل 1909 في كندا. حزبياً، نشط في الحزب الليبرالي في أونتاريو ‏. وقد انتخب عضو برلمان مقاطعة أونتاريو.